# Hamstreet
Hamstreet est un village anglais situé dans le comté du Kent, sur la route entre Ashford et Hastings. 
En 2011, sa population était de 1 777 habitants.

## Source de la traduction
- (en) Cet article est partiellement ou en totalité issu de l’article de Wikipédia en anglais intitulé « Hamstreet » (voir la liste des auteurs).